# باندی وجود ندارد

نماد «باندی وجود ندارد»

باندی وجود ندارد (به انگلیسی: There Is No Cabal (TINC)) تکیه‌کلام و جوک همه‌گیری است که اولین بار در یوزنت دیده شد. به گفتهٔ وندی ام. گروسمنِ خبرنگار، وجود این عبارت در صفحهٔ پرسش‌های پرتکرار alt.usenet.cabal نشان می‌دهد که اتهام توطئه در اینترنت به اندازهٔ خود اینترنت قدمت دارد. به نوشتهٔ گابریلا کولمنِ انسان‌شناس این جوک، از «ناراحتی بابت پتانسیل فساد بین رهبران جوامع شایسته‌سالار» پرده بر می‌دارد.